# Lejeunea fulfordiae
Lejeunea fulfordiae là một loài Rêu trong họ Lejeuneaceae. Loài này được (Jovet-Ast) R.L. Zhu mô tả khoa học đầu tiên năm 2008.